# Slow (canción)
«Slow» (en español: «Lento») es una canción de la cantante Kylie Minogue para su álbum de 2003 Body Language. La canción tuvo muy buena aceptación por parte de los críticos. Fue número 1 en Australia, Dinamarca, Rumanía y el Reino Unido. En los Estados Unidos, «Slow» fue lanzado al éxito en el Billboard Dance Charts, alcanzando la primera posición en el Hot Dance Club Play de la lista. Además, la canción, por tercer año consecutivo para Kylie, estuvo nominada en los Premios Grammy en la categoría de Mejor Grabación Dance; pero perdió frente a «Toxic» de Britney Spears.

## Recepción de la crítica
Fue recibida con críticas positivas por una variedad de críticos. En Nueva York, la revista Ethan Brown describió la canción como una "plantilla" a seguir para las estrellas pop, que tiene ritmos eléctricos que son "calientes, incluso radiante".
Rob Sheffield de la revista Rolling Stone llama "Slow"; una joya de las discotecas, con un muy buen ritmo. 
Adrien Begrand de PopMatters, afirmó que la canción fue el punto central del álbum y escribió que era la canción más seductora de Minogue hasta la fecha.

## Resultados en la tabla
El 3 de noviembre de 2003, "Slow" fue lanzado en el Reino Unido. La canción se convirtió en séptimo número uno de Minogue solo cuando debutó en el primer lugar en la lista de sencillos, y pasó un total de diez semanas en los primeros setenta y cinco. Sin embargo, a pesar de "Slow" se convirtió en número uno en el Reino Unido, que solo se venden 43 000 copias, su más bajo número de ventas del Reino Unido un único y hasta la fecha es uno de los más bajos de ventas número uno de singles en la historia de listas del Reino Unido; en segundo lugar, George Michaels en el puesto número 1 con "Faith".
Fuera del Reino Unido, la canción también fue exitosa. Debutó en el número uno en Australia y se convirtió en el número noveno de Minogue en el ARIA Singles Chart. Además, "Slow" fue certificado platino por la Asociación de la Industria de Grabación de Australia para los envíos de más de 70.000 copias.
En la Europa continental el sencillo alcanzó el puesto número uno en Dinamarca, España y Rumania y alcanzar los cinco primeros y el éxito de los diez primeros en la mayoría de las naciones, como Bélgica, Finlandia, Alemania, Hungría, Irlanda, Italia, Países Bajos y Noruega, lo que resulta en una posición máxima de número dos en la tabla pan-europea. También llegó al número 1 de radiodifusión en Croacia , Bélgica  y Eslovenia. En Canadá, la canción fue lanzada el 13 de enero de 2004, y alcanzó el puesto número seis, convirtiéndose en uno de los sencillos más exitosos Minogue allí.
"Slow" se convirtió en su tercer lanzamiento en llegar a la cima del Billboard Hot Dance. También un buen resultado en la lista de radiodifusión Hot Dance, donde alcanzó el número siete. La canción sin embargo, no fue un éxito en el Billboard Hot 100, debutando en el número noventa y tres antes de alcanzar un máximo en el número noventa y uno, gasto solo tres semanas en la lista, adicionalmente logra una nominación a los Grammy en la categoría dance.
En Asia supo llegar al número 1 de Hong Kong e Israel (Oriente Medio), pero también pudo entrar al top 30 de Líbano, Japón y Singapur.

## Vídeo musical
El video musical, dirigido por Baillie Walsh, fue grabado durante un período de tres días en Barcelona, en la Piscina Municipal de Montjuic. Los dos primeros días de rodaje se pospuso debido a las fuertes lluvias, pero el video se completó a finales del tercer día. El vídeo comienza con un hombre de buceo en una piscina desde un trampolín desde donde los rascacielos de Barcelona se pueden ver claramente. Después de que el hombre sale de la piscina, el resto del video se centra en Kylie, que es entre un lado de la piscina llena de hombres y mujeres vestidos de traje de baño. Hay varios puntos de vista de lado y de ojos vistas de pájaro de Minogue que canta la canción.

## Actuaciones
Giras Musicales
1. Showgirl: The Greatest Hits Tour
2. Showgirl: Homecoming Tour
3. KylieX2008
4. For You, For Me Tour
5. Aphrodite World Tour
6. Kiss Me Once Tour

Además
1. En el especial de TV: Money Can't Buy

## Listado de canciones (sencillo)
Canadá sencillo CD
(Fecha de lanzamiento: 13 de enero de 2004)
1. «Slow» (Main Version) - 3:13
2. «Soul on Fire» - 3:32

Reino Unido y Australia Cd 1 y 2 sencillo
(Fecha de lanzamiento: 3 de noviembre de 2003)
1. «Slow» (Main Version) - 3:13
2. «Sweet Music» (Main Version) - 4:08
3. «Slow» (Medicine 8 Remix) - 6:57
4. «Slow» (Vídeo)

Australia CD 2
(Fecha de lanzamiento: 1 de noviembre de 2003)
1. «Slow» (Main Version) - 3:13
2. «Soul on Fire» - 3:32
3. «Slow» (Mix Radio Slave) - 10:27
4. «Slow» (Synth City Mix) – 5:50

Japón Cd Sencillo
(Fecha de lanzamiento: 10 de noviembre de 2003)
1. «Slow» (Main Version) - 3:13
2. «Soul on Fire» (Main Version) - 3:32
3. «Slow» (Medicine 8 Remix) - 6:57
4. «Slow» (Mix Radio Slave) (Versión Corta) - 6:35
5. «Slow» (Extended Mix) - 6:25

Dvd Francia
(Fecha de lanzamiento: 2 de diciembre de 2003)
1. «Slow» (Main Version) - 3:13
2. «Sweet Music» (Main Version) - 4:08
3. «Slow» (Video)

## Posicionamiento
| Listas (2003/2004)                    | Mejor posición |
| ------------------------------------- | -------------- |
| Australia                             | 1              |
| Austria                               | 20             |
| Bélgica                               | 9              |
| Canadá                                | 6              |
| Dinamarca                             | 1              |
| España                                | 1              |
| European Hot 100                      | 2              |
| Finlandia                             | 3              |
| Francia                               | 45             |
| Alemania                              | 8              |
| Hungría                               | 4              |
| Irlanda                               | 5              |
| Italia                                | 6              |
| Nueva Zelandia                        | 9              |
| Noruega                               | 4              |
| Rumanía                               | 1              |
| Suecia                                | 16             |
| Suiza                                 | 18             |
| Uk Single                             | 1              |
| EE. UU. Billboard Hot 100             | 91             |
| EE. UU. Billboard Hot Dance Club Play | 1              |

- Datos: Q628674